# Tuntange
Tuntange (in lussemburghese: Tënten; in tedesco: Tüntingen) è un comune soppresso del Lussemburgo occidentale, attualmente frazione del comune di Helperknapp. 
Nel 2018 l'allora comune si fuse con quello di Boevange-sur-Attert per dare vita alla nuova unità amministrativa.

Le altre località che fanno capo al comune sono Ansembourg, Bour, Hollenfels e Marienthal.

## Storia

### Simboli
Lo stemma del comune di Tuntange fu adottato il 25 gennaio 1983.
La parte inferiore dello stemma deriva dall'emblema dei signori di Hollenfels poiché il villaggio faceva parte delle loro proprietà; nel capo sono rappresentati i tre castelli presenti nel comune: quello di Hollenfels e quelli nuovo e vecchio di Ansemborg.